# Araneus lechugalensis
Araneus lechugalensis är en spindelart som först beskrevs av Eugen von Keyserling 1883.  Araneus lechugalensis ingår i släktet Araneus och familjen hjulspindlar.
Artens utbredningsområde är Peru. Inga underarter finns listade i Catalogue of Life.